# Neus Català i Pallejà
Neus Català i Pallejà (Els Guiamets, provincie Tarragona, 6 oktober 1915 – aldaar, 13 april 2019) was een Spaanse politicus.
- Biblioteca Nacional de España: XX1649453
- Bibliothèque nationale de France: cb12459070h (data)
- Catàleg d'autoritats de noms i títols de Catalunya: 981058509650006706
- Gemeinsame Normdatei: 13368623X
- International Standard Name Identifier: 0000 0000 7825 7157
- Library of Congress Control Number: n88093325
- Nationale Bibliotheek van Israël: 987007276802205171
- Système universitaire de documentation: 033755469
- Virtual International Authority File: 102344948
- WorldCat: E39PBJjHj83bYt3xFd46MJ3qQq